# Paul Gerhardt
 Paul Gerhardt  (Gräfenhainichen, 12 maart 1607 – Lübben, 27 mei 1676) was een Duitse predikant, die vooral bekend is geworden als dichter van geestelijke liederen. 

## Levensloop

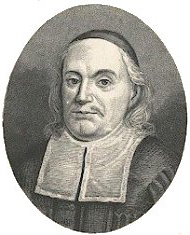
Paul Gerhardt

Gerhardt was de zoon van een herbergier en burgemeester, terwijl zijn grootvader van moederszijde superintendent (regionaal toezichthouder) in de Lutherse kerk was. Hij studeerde van 1628 tot 1643 theologie aan de universiteit van Wittenberg, die toen gedomineerd werd door de lutherse orthodoxie. In 1651 was hij hulpprediker in Berlijn en huisleraar bij de advocaat Andreas Barthold met wiens dochter hij in 1655 trouwde. Eind 1651 werd hij predikant in het ten zuiden van Berlijn gelegen stadje Mittenwalde. 
In 1657 keerde Gerhardt terug naar Berlijn om predikant te worden van de Nikolaikerk. Hier raakte de strikte lutheraan in conflict met de godsdienstpolitiek van de calvinistische keurvorst Frederik Willem I van Brandenburg. Hij weigerde een door de keurvorst opgestelde tekst te ondertekenen, waarmee hij verklaarde dat de calvinisten evenveel erkenning verdienden als de Lutheranen. Volgens Gerhardt ging dit in tegen een Lutherse geloofsbelijdenis uit 1580 (de Konkordienformel) en kon hij de calvinisten niet als christenen beschouwen. Hierop werd hij in februari 1666 geschorst als predikant. In januari 1667 werd hij op verzoek van de Berlijnse burgers en de stadsregering weer in het ambt hersteld, maar al in februari gaf hij vrijwillig zijn predikantschap op, omdat hij weliswaar niet meer formeel de calvinisten hoefde te erkennen, maar dit in de praktijk wel moest doen. Na het overlijden van zijn vrouw in 1668 verliet Paul Gerhardt Berlijn en hij werd in 1669 predikant in het Saksische Lübben, waar hij op 27 mei 1676 overleed. Van zijn 4 kinderen overleefde hem slechts één zoon, Paul Friedrich.

## Dichterschap

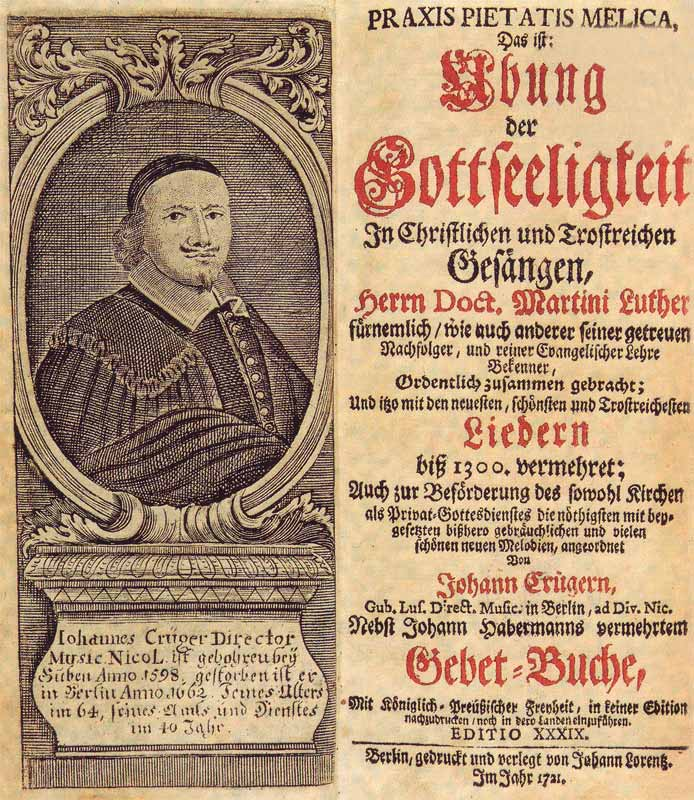
Het gezangboek Praxis Pietatis Melica. .. van Johann Crüger (editie uit 1721)

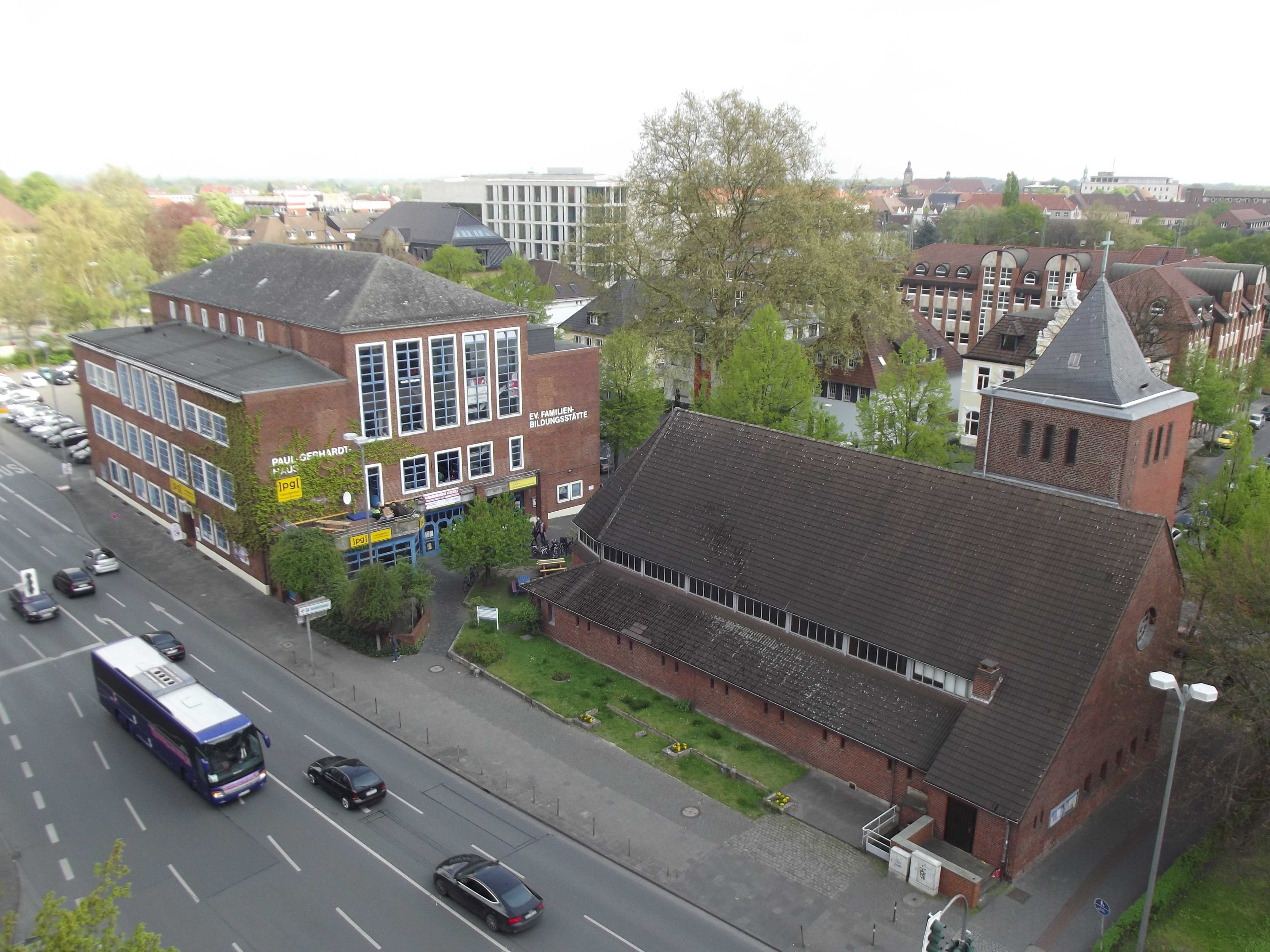
Paul-Gerhardt-Haus Münster

In 1647 werd Paul Gerhardt bekend als dichter omdat in dat jaar de Berlijnse cantor Johann Crüger 18 liederen van hem opnam in de tweede druk van zijn populaire gezangboek Praxis Pietatis Melica. In de editie van 1653 was het aantal al gegroeid tot 81. In 1666 verscheen de eerste editie van een gezangboek dat geheel gevuld was met zijn liederen, Paul Gerhardts Geistliche Andachten. In totaal schreef Gerhardt 134 Duitse gedichten. Veruit de meeste hiervan zijn geschreven voordat hij in Berlijn in conflict kwam met de "Grote Keurvorst" Frederik Willem van Brandenburg. De liederen kenmerken zich door een tijdloze spiritualiteit die een sfeer van godsvertrouwen ademt.
Paul Gerhardts bekendste lied is ongetwijfeld O Haupt voll Blut und Wunden, dat door Johann Sebastian Bach in zijn Matthäuspassion als Leitmotiv wordt gebruikt. Gerhardt vertaalde en berijmde - voor dit lied - het Latijnse gedicht Salve caput cruentatum van de dertiende-eeuwse Cisterciënzer monnik Arnulf van Leuven.  Dertien van Gerhardts meer dan 100 liederen zijn in vertaling opgenomen in het Nederlandse Liedboek voor de Kerken. Naast O Hoofd vol bloed en wonden hebben het adventslied Hoe zal ik u ontvangen en het avondlied Beveel gerust uw wegen grote bekendheid gekregen.

## Trivia
- Ter gelegenheid van zijn 400e geboortejaar in 2007 werd in Duitsland een postzegel uitgegeven.
- Paul Gerhardt is een van de hoofdpersonen van Günter Grass' roman Das Treffen in Telgte uit 1979.
- In het hoofdzakelijk instrumentale nummer To Live Is To Die van Metallica wordt een gedicht van Gerhardt voorgedragen door zanger James Hetfield.
- Eén  van de kerkgebouwen in het stadje Lübben (Spreewald) is naar Paul Gerhardt genoemd.